# Холандија на Европском првенству у атлетици у дворани 2017.
Холандија је учествовала на 34. Европском првенству у дворани 2017. одржаном у Београду, Србија, од 3. до 5. марта. Ово је било тридесет четврто европско првенство у дворани на којем је Холандије учествовала, односно учествовала је на свим првенствима до данас. Репрезентацију Холандије представљало је 13 спортиста (5 мушкараца и 8 жена) који су се такмичили у 12 дисциплина (3 мушких и 6 женских).
Представници Холандије нису оборили неки национални рекорд, а постигли су 1 најбољи светски резултат, 10 личних рекорда и 10 најбољих личних резултата сезоне.
Холандија је делила 25 место по броју освојених медаља са 1 медаљом (1 бронзана.) У табели успешности према броју и пласману такмичара који су учествовали у финалним такмичењима (првих 8 такмичара) Холандија је са 6 учесника у финалу заузела 12 место са 23 бода.
| Плас. | Земља     | 1. место | 2. место | 3. место | 4. место | 5. место | 6. место | 7. место | 8. место | Бр. финал. - Бод. |
| ----- | --------- | -------- | -------- | -------- | -------- | -------- | -------- | -------- | -------- | ----------------- |
| 12.   | Холандија | -        | –        | 1 - 6    | 1 – 5    | 2 – 8    | –        | 2 - 4    | -        | 6 - 23            |

## Учесници
| Мушкарци: - Лимарвин Боневасија — 400 м - Тони вон Дипен — 400 м - Теренс Агард — 400 м - Тијмен Куперс — 800 м - Рихард Даума — 1.500 м | Жене: - Лисане де Вите — 400 м - Мадиа Хафор — 400 м - Сане Верстеген — 800 м - Морин Костер — 3.000 м - Надин Висер — 60 м препоне - Шарона Бакер — 60 м препоне - Мелиса Букелман — Бацање кугле - Надин Брурсен — Петобој |  |

## Освајачи медаља (1)

### Бронза (1)
- Лимарвин Боневасија — 400 м

## Резултати

### Мушкарци
| Атлетичар           | Дисциплина | Лични рекорд | Квалификације     | Квалификације     | Полуфинале           | Полуфинале           | Финале               | Финале               | Детаљи |
| Атлетичар           | Дисциплина | Лични рекорд | Резултат          | Место             | Резултат             | Место                | Резултат             | Место                | Детаљи |
| ------------------- | ---------- | ------------ | ----------------- | ----------------- | -------------------- | -------------------- | -------------------- | -------------------- | ------ |
| Лимарвин Боневасија | 400 м      | 46,46 НР     | 46,91 КВ, ЛРС     | 1. у гр. 1        | 47,21                | 2. у гр. 2           | 46,26 НР             |                      |        |
| Тони вон Дипен      | 400 м      | 46,87        | 48,57             | 5. у гр. 5        | Није се квалификовао | Није се квалификовао | Није се квалификовао | 22 / 24 (28)         |        |
| Теренс Агард        | 400 м      | 46,31        | Није завршио трку | Није завршио трку | Није се квалификовао | Није се квалификовао | Није се квалификовао | Није се квалификовао |        |
| Тијемен Куперс      | 800 м      | 1:46,21      | 1:47,21 КВ, ЛРС   | 2. у гр. 1        | 1:48,69 КВ           | 3 у гр. 1            | 1:50,47              | 5 / 24               |        |
| Рихард Даума        | 1.500 м    | 3:41,51      | 3:53,14           | 6. у гр. 1        |                      |                      | Није се квалификовао | 20 / 22              |        |

### Жене
| Атлетичарка     | Дисциплина   | Лични рекорд | Квалификације | Квалификације | Полуфинале      | Полуфинале      | Финале                | Финале               | Детаљи |
| Атлетичарка     | Дисциплина   | Лични рекорд | Резултат      | Место         | Резултат        | Место           | Резултат              | Место                | Детаљи |
| --------------- | ------------ | ------------ | ------------- | ------------- | --------------- | --------------- | --------------------- | -------------------- | ------ |
| Лисане де Вите  | 400 м        | 52,43        | 53,61 КВ      | 1. у гр. 2    | 54,81           | 6 у гр. 3       | Није се квалификовала | 16 / 29 (31)         |        |
| Мадија Хафор    | 400 м        | 52,42        | 53,65 кв      | 3. у гр. 6    | Није стартовала | Није стартовала | Није се квалификовао  | Није се квалификовао |        |
| Сане Верстеген  | 800 м        | 2:01,83      | 2:04,62 кв    | 3. у гр. 4    | 2:03,06         | 4 у гр. 1       | Није се квалификовала | 7 / 19               |        |
| Морин Костер    | 3.000 м      | 8:44,63      | 8:57,52 кв    | 1. у гр. 1    |                 |                 | 8:48,99               | 4 / 17               |        |
| Надин Висер     | 60 м препоне | 7,98         | 7,92 КВ, ЛР   | 2. у гр. 2    | 7,96 КВ         | 3. у гр. 2      | 8,04                  | 7 / 22 (27)          |        |
| Шарона Бакер    | 60 м препоне | 8,03         | 8,13 КВ       | 2. у гр. 3    | 8,20            | 4. у гр. 1      | Нису се квалификовале | 10 / 22 (27)         |        |
| Мелиса Букелман | Бацање кугле | 18,02        | 17,19         | 12.           |                 |                 | Нису се квалификовале | 12 / 21              |        |

#### Петобој
| Дисциплина   | Надин Брурсен | Надин Брурсен | Надин Брурсен | Надин Брурсен | Надин Брурсен | Надин Брурсен |
| Дисциплина   | Лич. рек.     | Резултат      | Бод.          | Плас.         | Укупно        | Плас.         |
| ------------ | ------------- | ------------- | ------------- | ------------- | ------------- | ------------- |
| 60 м препоне | 8,31          | 8,42          | 1.035         | 4.            | 1.035         | 4.            |
| Скок увис    | 1,93          | 1,81          | 991           | 8.            | 2.026         | 6.            |
| Бацање кугле | 14,93         | 14,59         | 833           | 3             | 2.859         | 5.            |
| Скок удаљ    | 6,24          | 6,19 ЛРС      | 908           | 5.            | 3.767         | 4.            |
| 800 м        | 2:14,97       | 2:20,63       | 815           | 11.           | 4.582         | 5.            |
| Петобој      | 4.830 НР      |               |               |               | 4.582         | 5 / 15        |